# Парк, Рут
Росина Рут Люсия Парк (англ. Rosina Ruth Lusia Park; 24 августа 1917, Окленд — 14 декабря 2010[…], Сидней) — австралийская писательница родом из Новой Зеландии.

## Биография
Её отец был шотландцем, а мать шведкой. Позже её семья переехала в город Те Куити, расположенный южнее Северного острова Новой Зеландии, где они жили в изолированных районах.
Во время Великой депрессии её отец из рабочего класса трудился на дорогах и мостах, работал водителем, выполнял правительственные работы по оказанию помощи и стал работать на лесопилке. Наконец, он вернулся в Окленд, где присоединился к штатным сотрудникам муниципального совета. Семья занимала государственное жилье, известное в Новой Зеландии как государственный дом. Рут Парк, после посещения католической начальной школы, выиграла частичную стипендию для поступления в среднюю школу, но её образование в средней школе было прервано периодами, когда она не могла позволить себе посещать школу. Она также окончила экстерном курс в Оклендском университете.
Первый прорыв Пак в качестве профессионального писателя произошел, когда она была нанята газетой Auckland Star в качестве журналиста. Желая расширить свой кругозор, она приняла предложение о работе от экзаменатора в Сан-Франциско, но ужесточение требований к поступающим в США после бомбардировки Перл-Харбора вынудило её изменить план. Вместо этого в 1942 году она переехала в Сидней (Австралия), где устроилась на работу в газету.
В том же году она вышла замуж за подающего надежды австралийского писателя Д’Арси Ниланда (1917—1967), с которым она несколько лет переписывалась и с которым наконец встретилась во время предыдущего визита в Сидней. Там она начала карьеру писателя-фрилансера. У Пак и Нилэнд было пятеро детей, из которых младшие, дочери-близнецы Килмени и Дебора, стали иллюстраторами книг. (Парк была опустошена, когда Нилэнд умер в Сиднее в возрасте 49 лет от сердечного приступа; Килмени также умерла раньше неё). У Парк было одиннадцать внуков и пять правнуков. Писатель Рэйф Чэмпион — её зять. Кроме того, брат Дарси Нилэнд Бересфорд женился на сестре Рут Парк Джоселин.

### Романы
- The Harp in the South (1948)
- Poor Man’s Orange (1949); также публиковалась под названием 12 1/2 Plymouth Street, (1951)
- The Witch’s Thorn (1951)
- A Power of Roses (1953)
- Serpent’s Delight (1953); также публиковалась под названием The Good Looking Women, (1961)
- Pink Flannel (1955); также публиковалась под названием «Dear Hearts and Gentle People», (1981)
- One-a-Pecker, Two-a-Pecker (1957); также публиковалась под названием The Frost and the Fire, (1958)
- Swords and Crowns and Rings (1977)
- Missus (1985)

### Детские книги
- The Hole in the Hill (1961); также публиковалась под названием Secret of the Maori Cave, (1961)
- The Ship’s Cat (1961)
- The Muddle-Headed Wombat серия (1962-82)
- Airlift for Grandee (1962)
- The Road to Christmas (1962)
- The Road Under the Sea (1962)
- The Shaky Island (1962)
- Uncle Matt’s Mountain (1962)
- The Ring for the Sorcerer (1967)
- The Sixpenny Island (1968)
- Nuki and the Sea Serpent: a Maori Legend (1969)
- The Runaway Bus (1969)
- Callie’s Castle (1974)
- The Gigantic Balloon (1975)
- Merchant Campbell (1976)
- Roger Bandy (1977)
- Come Danger, Come Darkness (1978)
- Playing Beatie Bow (1980)
- When the Wind Changed (1980)
- The Big Brass Key (1983)
- My Sister Sif (1986)
- Callie’s Family (1988)
- Things in Corners (1989) — короткие истории
- James (1991)

### Нехудожественная литература
- Der Goldene Bumerang (1955) или The Golden Boomerang
- The Drums Go Bang (1956), совместная автобиография с Д'Арси Ниландом
- The Companion Guide to Sydney (1973)
- Norfolk Island and Lord Howe Island (1982)
- The Sydney We Love (1983)
- The Tasmania We Love (1987)
- A Fence Around the Cuckoo (1992), автобиография
- Fishing in the Styx (1993), автобиография
- Home Before Dark: The Story of Les Darcy, a Great Australian Hero (1995), в соавторстве с Рейфом Чемпионом

## Советская адаптация
В Советском Союзе на студии «Укранимафильм» Сергей Кушнеров создал мультфильм «Бестолковый вомбат» основанный на одноимённой книге Рут Парк. Есть озвучка и на русском и на украинском